# D'Mitrik Trice
D'Mitrik Alexander Trice (Huber Heights, 2 maggio 1996) è un cestista statunitense.

## Biografia
È il fratello minore del cestista Travis Trice.

## Carriera
Dopo aver trascorso cinque stagioni con i Wisconsin Badgers, il 15 settembre 2021 firma il primo contratto professionistico con il Provence, che lascia nel successivo mese di dicembre. Il 9 febbraio 2022 si trasferisce allo Śląsk Breslavia, unendosi così al fratello Travis, con cui vince il campionato polacco. Il 21 giugno seguente firma con il Zalakerámia-ZTE.

## Palmarès
- Campionato polacco: 1

Śląsk Breslavia: 2021-2022